# San Agustin (Romblon)
San Agustin é um município de  quarta classe de renda municipal (d) na província Romblon, nas Filipinas. De acordo com o censo de 1 de maio  de  2020 possui uma população de 24 115 pessoas e 5 953 domicílios.